# Дода, Джевдет
Джевде́т До́да (сербохорв. Џевдет Дода / Dževdet Doda, алб. Xhevdet Doda; 1906, Призрен — май 1945, концлагерь Маутхаузен) — югославский и албанский партизан Народно-освободительной войны Югославии, Народный герой Югославии.

## Биография
Родился в 1906 году в Призрене, где окончил начальную школу. В 1923 году переехал в Албанию, где окончил педагогическое училище. Из-за неприятия монархии и правившего Ахмета Зогу постоянно переезжал из города в город. В Тиране познакомился с местным коммунистическим движением.
Дода планировал ехать в Испанию и сражаться в гражданской войне на стороне республиканцев, но не смог и поэтому остался в Албании. В антиитальянском подполье с 1939 года, в июне 1941 года вернулся в Призрен, спасаясь от итальянских оккупантов. В Призрене он встретился с югославскими коммунистами и был принят в ряды Коммунистической партии Югославии, став членом югославского партизанского подполья. Участник встречи представителей Коммунистической партии Югославии с членами албанских коммунистических групп, состоявшейся в конце 1941 года в Витомирице около Печа, на которой было принято решение об скором создании Коммунистической партии Албании. В 1942 году начал организацию Народно-освободительных комитетов в Косово и Метохии.
1 апреля 1943 года после долгих поисков итальянская полиция, следившая за деятельностью коммунистов, арестовала Джевдета и отправила его в концлагерь Порто-Романо около Драча. В сентябре 1943 года после капитуляции Италии узники были освобождены и вернулись в Косово. Там Дода стал командиром 1-го косовско-метохийского батальона имени Рамиза Садику, вошедшего 11 ноября 1943 года в состав 1-й македонско-косовской бригады. В декабре 1943 года участвовал в Первом съезде Народно-освободительного комитета Косово и Метохии, избран в члены Главного комитета.
В апреле 1944 года гестапо арестовало Джевдета, выслав его в Тирану, оттуда в концлагерь Баница, а потом в Маутхаузен. За несколько дней до освобождения лагеря был казнён с группой заключённых.
27 декабря 1973 года по распоряжению президента СФРЮ Иосипа Броза Тито был посмертно удостоен звания Народного героя Югославии.